# أبهيمانا
أبهيمانا أو أبيمانيا (بالسنسكريتية: अभिमान)‏، (بالإنجليزية: Abhimāna)‏ هو مصطلح سنسكريتي يشير إلى مجموعة من المعاني المرتبطة بالذات والإحساس الشخصي. وهذه المعاني هي: الفخر، المكانة الزائفة أو الهيبة الزائفة، الرغبة، الانطباع أو التصور، الفهم الذاتي أو التصور الذاتي، المفهوم الناتج عن سوء الفهم. كما يمكن أن تعني الكبرياء، أو التعالي الزائف، أو الرغبة، أو الانطباع، أو المفهوم، أو التصور الذاتي، أو الاعتقاد الخاطئ. وفي الفلسفة الهندوسية، تعني التعلق الفخور والمتعجرف والمزهو بـ"إحساس الأنا"، حيث تأتي كلمة "مانا" (mana) التي تعني "الكثير" أو "الزائد" بعد كلمة "مان" (man) التي تعني "أن يفكر"، وبالتالي، يُمكن فهم أبهيمانا على أنه التفكير الزائد أو المبالغ فيه حول الذات.
وتعني أيضًا الهوية أو تحديد الشخص لنفسه، وكيف يعرّف الشخص ذاته. ويشير أيضًا إلى الاقتناع الأناني، حيث يكون الشخص مقتنعًا بأن أفكاره وتصوراته الشخصية هي الصحيحة، ويكون هذا الاقتناع نابعًا من الأنا أو الذات. وأبهيمانا هو جزء من وظيفة الأنا أو أهانكارا "Ahankara" في الفلسفة الهندوسية. أهانكارا تعني "صانع الأنا" وهي الجزء من العقل الذي يعرّف الذات ويفسر التجارب على أنها ملكه. وهي حالة ذهنية تجعل الشخص يفسر تجربته الذاتية والعالم المحيط به من منظور "أنا" و"لي"، أي أن كل شيء يُفهم على أنه مرتبط بذاته وبملكيته. وباختصار، أبهيمانا في الفلسفة الهندوسية يعبر عن الإحساس الزائد بالأنا والهوية الذاتية، وكيف يمكن أن يقود هذا الإحساس إلى الفخر الزائف أو الاقتناع الأناني. ويُعتبر الأبهيمانا من العقبات الرئيسية على طريق الوعي الروحي في الفلسفة الهندوسية، حيث تمنع الشخص من إدراك حقيقته.

## الأنا الحقيقي والزائف
إنَّ "براهمان"، وهو مفهوم يمثل الذات العالمية المتعالية، يقابل مفهوم "جيفا"، الذي يُمثل الأنا الفردية المحدودة. يظهر شعور "الأنا" المميز هذا بسبب "أفيديا"، أي الجهل بالطبيعة الحقيقية للذات. يتكون مفهوم "أبهيمانا" (الوعي بالأنا) من ثلاثة عناصر رئيسية: "سانجا" (التعلق): تمثل ارتباطنا بالأشخاص والأشياء الخارجية. و"مامكارا" (التملك): تمثل شعورنا بالامتلاك تجاه أشياء معينة. و"موها" (الجاذبية): تمثل انجذابنا نحو المتع الخارجية. يولد "أبهيمانا" شعور "كرتفا" (الفاعلية)، وهو الإحساس بأننا نحن من يقوم بالافعال. يرتبط هذا الشعور بـ"نيشكايا" (القرار)، أي قدرتنا على اتخاذ قرارات واعية. يميز "أبهيمانا" بين ذواتنا والأشياء المادية الأخرى. يتخذ العقل (بودي) قرارات بناءً على "فاسانا" (الطبائع)، وهي انطباعات أو ميول راسخة لدينا. إذن، قراراتنا نابعة من ميولنا الداخلية وليس بالضرورة من إدراكنا الحقيقي.
وباختصار:
- يُعد مفهوم "أبهيمانا" (الوعي بالأنا الزائفة) نتيجة الجهل بالذات الحقيقية.
- يتكون "أبهيمانا" من التعلق، والتملك، والانجذاب.
- يمنحنا "أبهيمانا" شعور الفاعلية واتخاذ القرار، مميزاً بيننا وبين العالم الخارجي.
- قراراتنا ناتجة عن طبائعنا الداخلية وليس بالضرورة عن إدراكنا الحقيقي.

### ماناس وأبهيمانا
يخبرنا شانكارا أن العقل (manas) يسكن في الأعضاء والجسم على شكل أنا (الأنا) مع شعور بالأنا الزائفة (abhimāna)، وذلك بسبب انعكاس نور الـ "أتمان" (الذات الحقيقية). يعتبر العقل نفسه هو الفاعل (kartā) الذي يقوم بالأفعال والمستقبل (bhoktā) الذي يستقبل نتائجها، وذلك في جميع حالات الوعي الثلاث (اليقظة، الحلم، النوم العميق). لكن الـ "أتمان" نفسه، الشاهد على كل شيء، لا يتأثر بأفعال العقل (بسبب قيد "بودي" - العقل). يجب التخلي عن هذا الشعور بالأنا الزائفة، الذي يتضمن التعلق بالأسماء والأشكال الجسدية الفانية وكذلك الجسد الخفي والتماهي معها، لتحقيق النعيم الأبدي (akhanda ānanda). ويوضح فاكاسباتي ميشرا أن الأهانكارا (الأنا التجريبية) هي التي تسيطر على الأشياء التي تدركها الحواس، ثم يعقلها العقل. الحواس تدرك الشيء، والعقل يعكسه، والأهانكارا تملكه، وأخيرا يقرر العقل (بودي) كيفية التصرف بناءً عليه.

### خداع الحواس
"أبهيمانا" هو الشعور المزيف بـ "الأنا" و"ما هو مِلكي"، وينشأ بسبب التعلق الشديد بالجسد والأشياء الأخرى. الجهل (avidyā) هو السبب الأساسي لـ"أبهيمانا"، فهو الذي يجعلنا نعتقد أن الحواس تقدم لنا معرفة صحيحة (pramā) عن العالم، فننخرط في عملية المعرفة (pramānas). على المستوى الاجتماعي، يُعد الـ "أتمان" ضروريا لوجود الإنسان، لكن قيود الـ"أوبادهي" تلتصق به بشكل غير جوهري. التماهي مع هذه القيود (خاصة الجسد) يولد شعور "أبهيمانا". وهذا يجعل الإنسان كائنًا اجتماعيًا وروحانيًا في نفس الوقت، له جوانب موضوعية وذاتية. كما يحدد هذا الشعور "أهليته" للمشاركة في الأنشطة الاجتماعية والطقوس الدينية. أخيرًا، تفسر مدرسة "فالابها أشاريا" مفهومي "ساجونا" و"نيرجونا" بناءً على وجود أو عدم وجود "أبهيمانا" مع الـ"غوناس" (صفات).

### لاكشمي تانترا
في "لاكشمي تانترا"، يُعرّف النص "أبهيمانا" على أنه تطابق بين "الإدراك الحسي" و"إدراك الذات كمدرك"، مع ربط الزمان والمكان بالذات. بالنسبة لمعظم الناس، يُعتبر "أبهيمانا" دافعاً إيجابياً نحو النجاح واحترام الذات، بينما يراه الحكماء على أنه نوع من الكبرياء. أما "بهوجا"، فيرى أن "أبهيمانا" أو "الأنا" تلعب دورًا مهمًا في نظرية "راسا"، حيث تنشأ مشاعر الحب والنشوة من إدراك الذات كمحور للتجربة.